# Hebeloma victoriense
Hebeloma victoriense là một loài nấm ở Hymenogastraceae.

## Hình ảnh

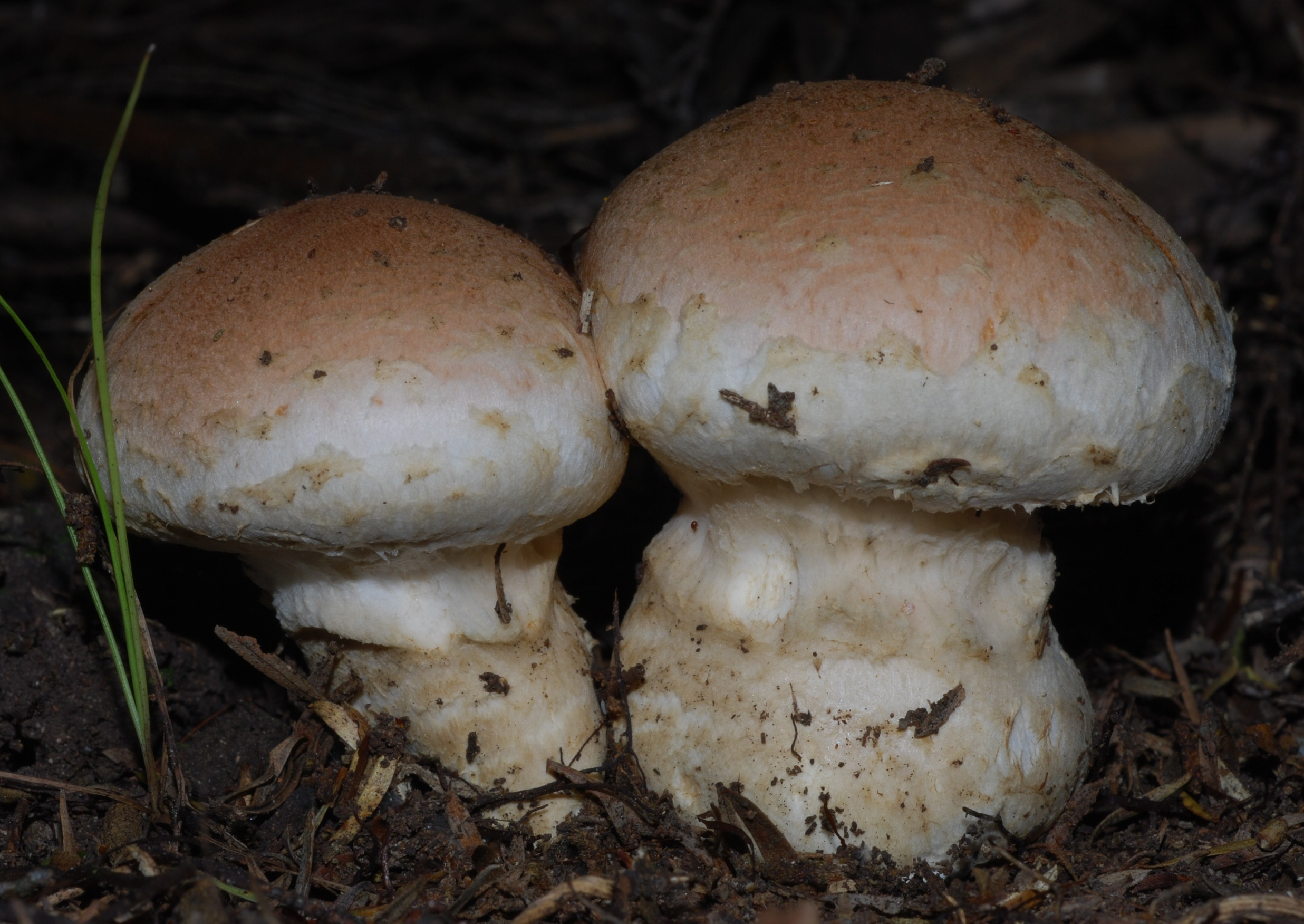
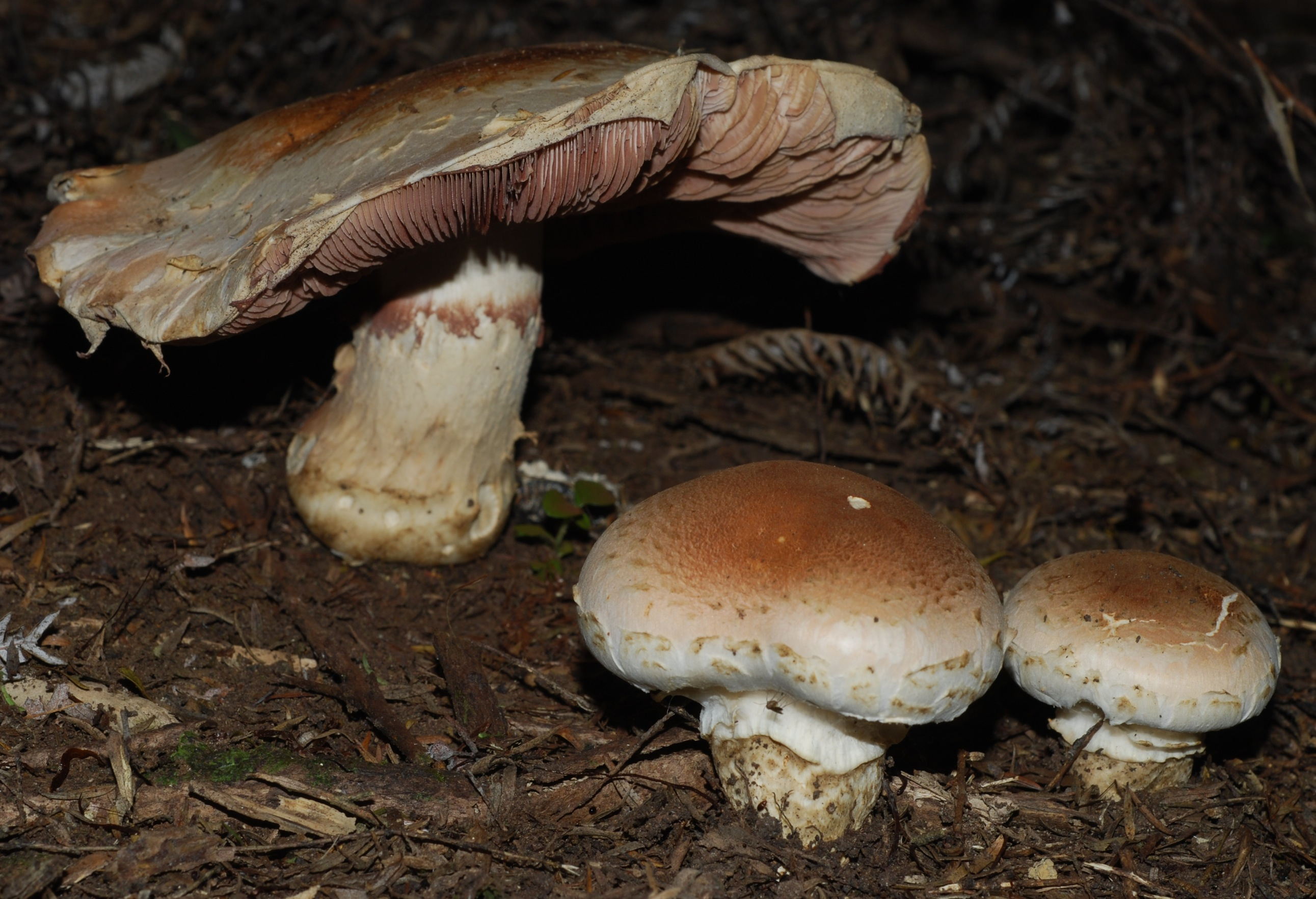
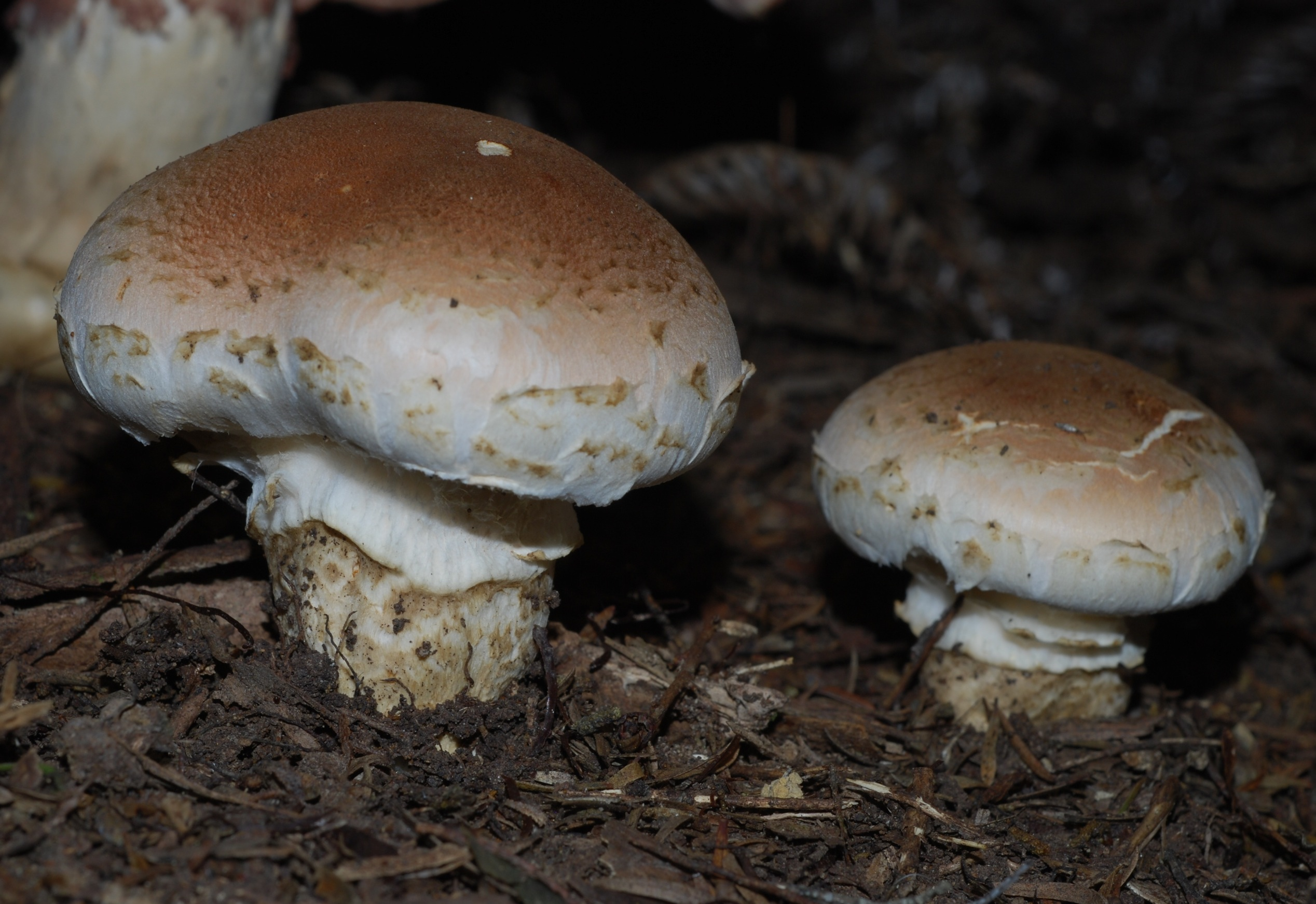
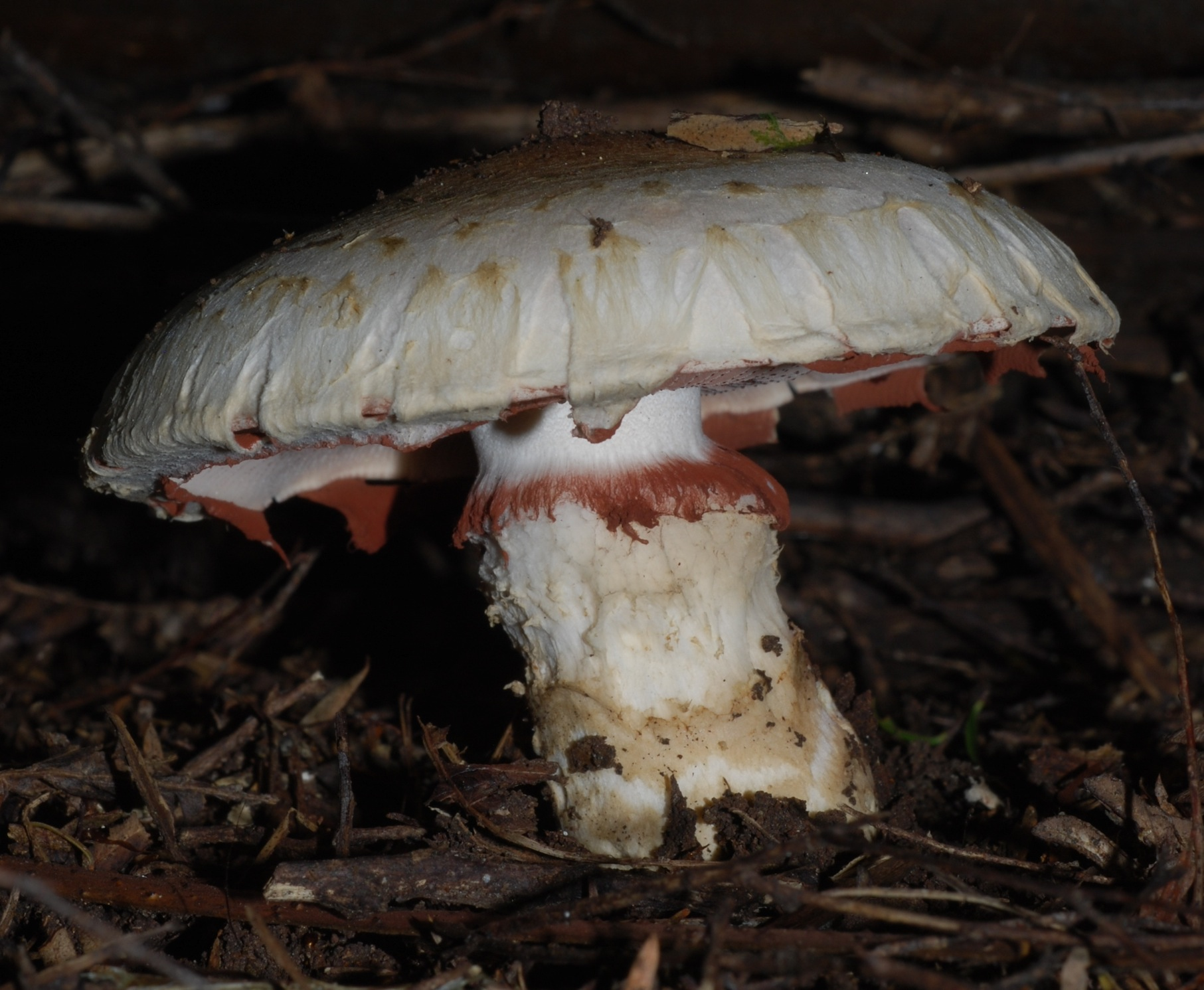